# Nothis anguicola
Nothis anguicola är en ringmaskart som beskrevs av Georges Florentin Pruvot 1883. Nothis anguicola ingår i släktet Nothis och familjen Phyllodocidae. Inga underarter finns listade i Catalogue of Life.